# 合征姬蛙
合征姬蛙（学名：Microhyla mixtura）为姬蛙科姬蛙属的两栖动物，是中国的特有物种。分布于安徽、湖北、四川、贵州、陕西等地，多生活于山区小水坑及附近。其生存的海拔范围为670至1700米。该物种的模式产地在四川万源。